# 弗龙萨克 (上加龙省)
弗龙萨克（法語：Fronsac，法語發音：[fʁɔ̃sak]）是法国奧克西塔尼大區上加龙省的一个市镇。

## 地理
弗龙萨克（42°57'8"N, 0°38'57"E）面积4.15 平方千米，位于法国奧克西塔尼大區上加龙省，该省份为法国西南部内陆省份，西南端与西班牙接壤，自此顺时针与上比利牛斯省、热尔省、塔恩-加龙省、塔恩省、奥德省和阿列日省接壤。
与弗龙萨克接壤的市镇（或旧市镇、城区）包括：奥尔、萨莱尚、埃斯泰诺、科曼日地区弗龙蒂尼昂、蒙科、昂蒂尚德弗龙蒂涅、伯赞加尔罗。
弗龙萨克的时区为UTC+01:00、UTC+02:00（夏令时）。

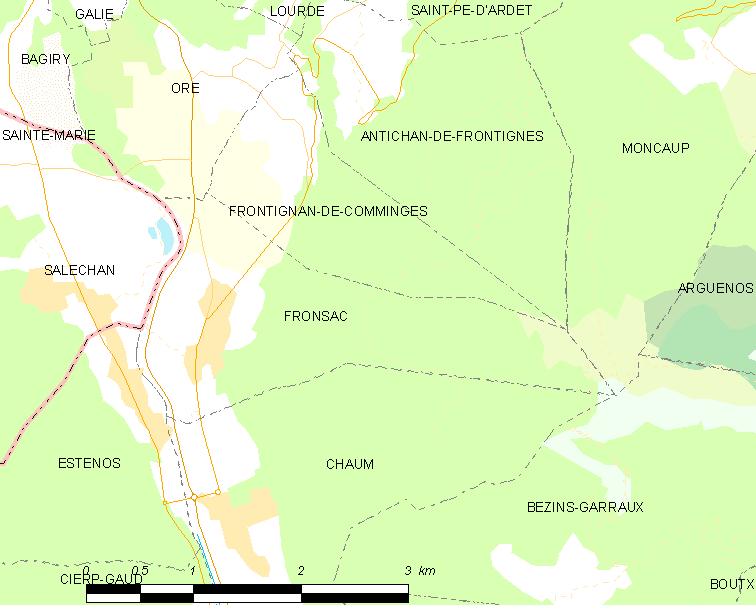
弗龙萨克的OSM定位图

## 行政
弗龙萨克的邮政编码为31440，INSEE市镇编码为31199。

## 政治
弗龙萨克所属的省级选区为巴涅尔德吕雄县。

## 人口

1962-2008年间弗龙萨克人口变化图示

弗龙萨克于2022年1月1日时的人口数量为188人。